# Lídice
Lídice (Lidice em língua checa, Liditz em alemão) é uma pequena cidade da antiga Tchecoslováquia, hoje República Tcheca, famosa durante a Segunda Guerra Mundial quando foi totalmente destruída e a grande maioria de seus habitantes assassinados pelos alemães como vingança pela morte de seu comandante e segunda maior autoridade nas SS nazistas, Reinhard Heydrich.

## Massacreegenocídio

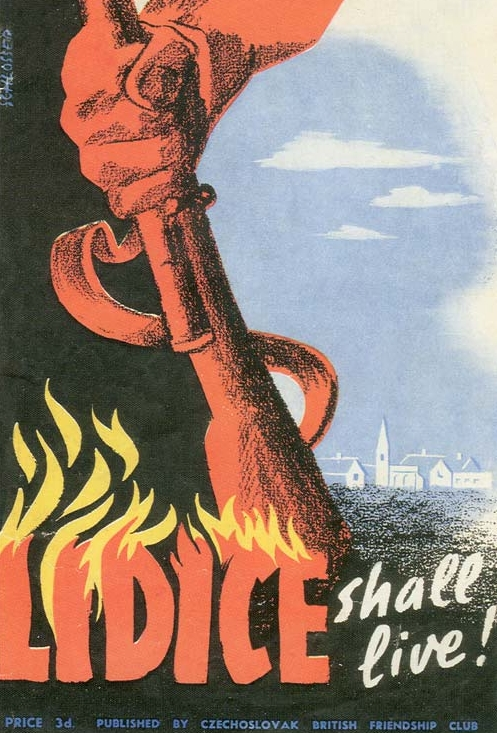
Poster da propaganda de guerra britânica sobre Lídice.

Em 27 de maio de 1942, Reinhard Heydrich, então designado como Protetor (=governador ou administrador) do Terceiro Reich na Boêmia e Morávia, área ocupada pelas tropas nazistas há mais de três anos, dirigia-se da vila onde morava para seu escritório no centro de Praga, capital do país. Numa esquina perto de seu local de destino, o carro em que viajava foi emboscado por dois integrantes da resistência tcheca (na Operação Antropoide), treinados na Inglaterra e lançados de para-quedas sobre a Tchecoslováquia. Atingido pelos estilhaços de uma explosão, Heydrich, um dos idealizadores da Solução Final, morreria uma semana depois de infecção generalizada no hospital.
Enraivecido pela morte de um de seus seguidores mais leais, Hitler ordenou ao substituto de Heydrich que fizesse de tudo e não poupasse vidas para achar os responsáveis pela morte do oficial nazista e vingar-se dos tchecos.
Seguiu-se uma retaliação sangrenta e generalizada das tropas nazistas contra a população civil tcheca. Em 10 de junho de 1942, aconteceria aquela que se tornaria a retaliação mais tristemente famosa por sua crueldade. A pequena vila de Lídice, uma comunidade dedicada à mineração, perto da capital, foi cercada por tropas nazistas, impedindo a saída de seus moradores. Todos os habitantes homens com mais de dezoito anos foram separados das mulheres e crianças, confinados em um celeiro e fuzilados em pequenos grupos no dia seguinte. As mulheres e crianças da cidade foram todas enviadas para o campo de concentração feminino de Ravensbruck, onde a grande maioria viria a morrer de tifo e exaustão pelos trabalhos forçados. Após o assassinato e o desterro de toda a população, a cidade inteira foi demolida por explosivos e deixada apenas em terra, aplainada por tratores. Os alemães espalharam grãos e cevada pelo chão de toda a área para transformá-la em pasto e a riscaram dos mapas da Europa. Cerca de 173  homens  de Lídice morreram no massacre alemão,184 mulheres e 88 crianças foram deportadas para abrigos e campos de concentração;. Uma outra pequena aldeia - Lezaky -  localizada ao leste de Praga também foi destruída e seus habitantes executados.
A vingança alemã causou perto de 1500 mortes em toda a Tchecoslováquia e se estendeu a parentes e amigos de resistentes e integrantes da elite do país, suspeitos de deslealdade e fatos como o de Lídice. Esta aldeia foi escolhida para o massacre por ser reconhecidamente uma vila hostil aos invasores alemães e também por ser suspeita de ser ponto de reunião dos assassinos de Heydrich (que acabariam se suicidando em Praga quando estavam prestes a serem presos pela SS).
Diferente de outros crimes de guerra que os nazistas cometiam na época e mantinham em segredo, a propaganda alemã fez questão de anunciar publicamente ao mundo os eventos de Lídice, como uma ameaça e um aviso à população cativa da Europa então ocupada pela Alemanha. A notícia causou uma onda de terror e indignação mundial, ocasião em que a propaganda britânica aproveitou o fato para alardear os crimes do III Reich e promoveu um filme sobre o genocídio (“A Vila Silenciosa”).

## Lidice hoje

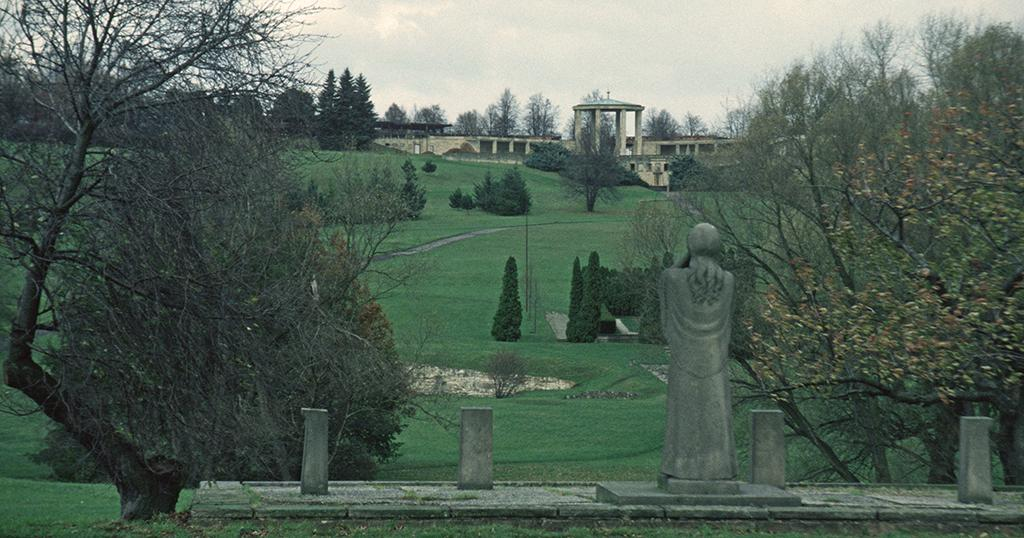
O local onde se situava a vila de Lídice, hoje um campo santo e um memorial nacional.

Lídice tornou-se um símbolo da crueldade nazista durante a guerra e diversos países batizaram cidades e vilas com o seu nome, para que ela jamais fosse esquecida, como era a intenção de Adolf Hitler, inclusive no Brasil, nos Estados do Rio de Janeiro e Minas Gerais.
Em Uberlândia-MG, há um bairro batizado com o nome "Lídice". No Estado do Rio de Janeiro, na cidade de Rio Claro, podemos encontrar o Distrito de Lídice, pequena localidade que traz parte da história da Lídice Tcheca.  O centro Cultura, com arquitetura da Lídice Tcheca e o CIEP 296 Presidente Benes, tem exposições permanentes painéis traduzidos para o português das fotos, dados e informações do Memorial de Lídice Tcheco.  o CIEP 296, recebeu o nome de Presidente Benes, em homenagem ao Presidente da Tchecoeslováquia no momento da segunda Guerra Mundial. 
Ainda no Distrito de Lídice, todo dia 10 de Junho é celebrada a Lídice Tcheca, com a Festa da Paz.  Neste dia a população local relembra os mortos na Lídice original e celebra a derrota dos nazistas que não conseguiram apagar a memória da cidade, conforme seu desejo.
Mulheres nascidas no pós-guerra também foram batizadas com o nome de Lídice por seus pais.
Mesmo tendo sido totalmente apagada do mapa, Lídice foi novamente reconstruída e ampliada em 1949, a setecentos metros da área onde havia o vilarejo destruído pelos nazistas, mantido virgem como um campo santo e o terreno onde existiu é marcado apenas por um memorial - onde queima uma chama eterna - oficialmente denominado como monumento nacional pelo governo tcheco.

## Galeria

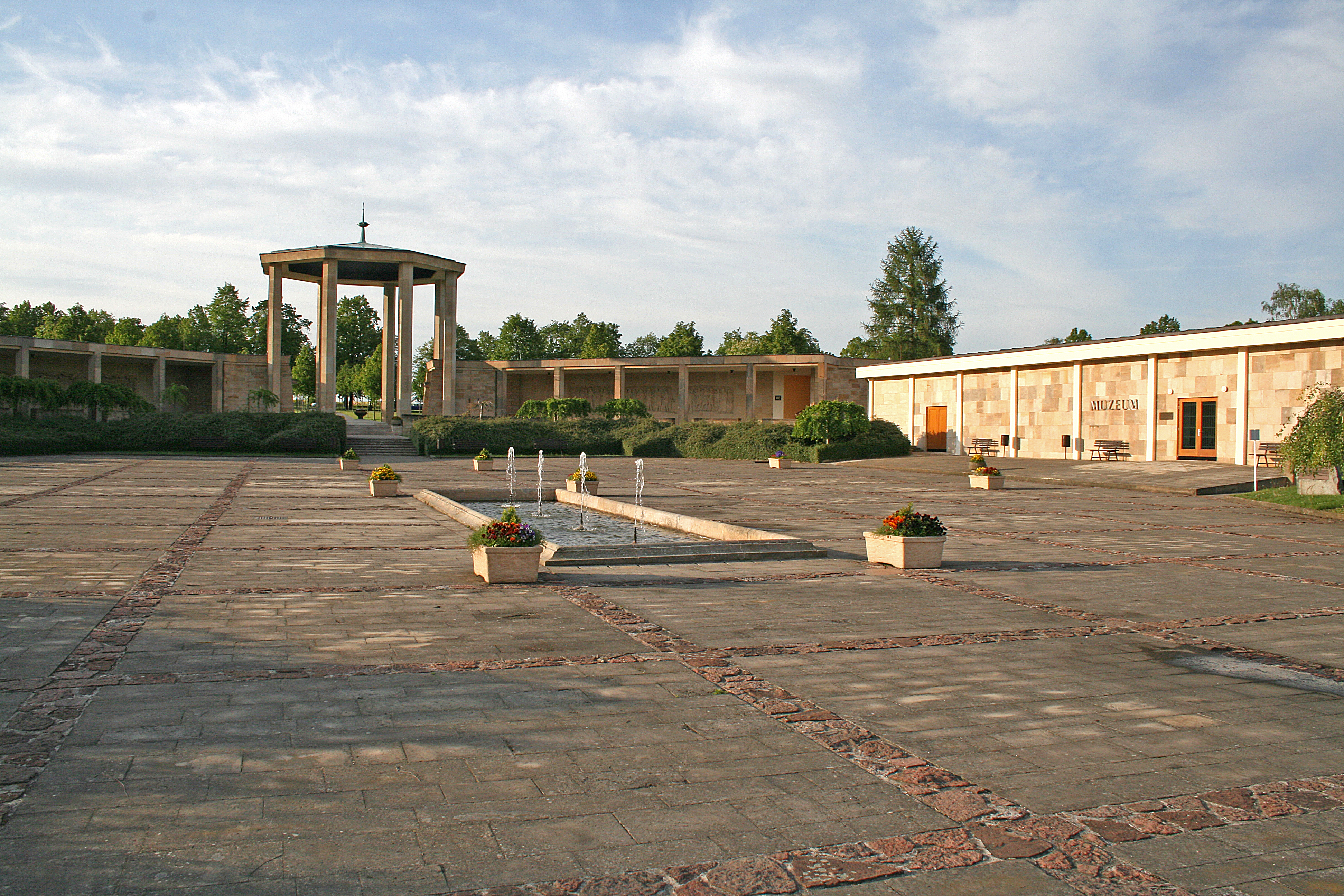
O Memorial Nacional
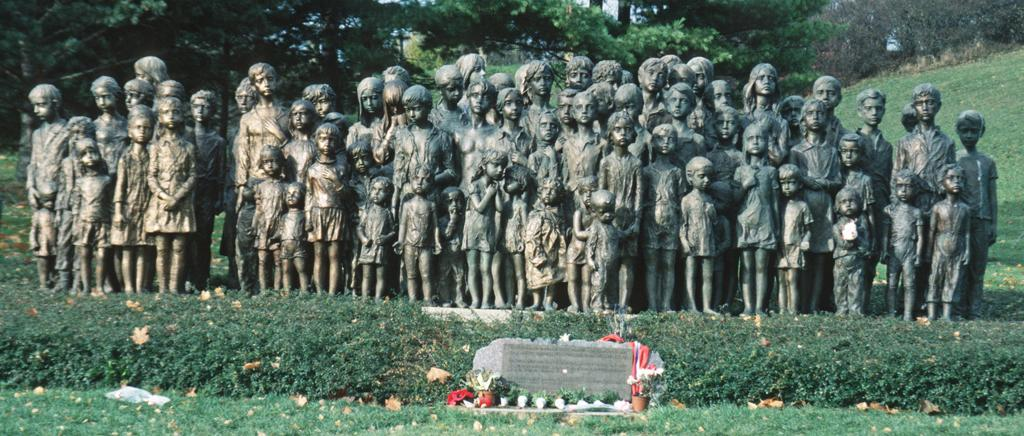
O Memorial esculpido em memória às crianças de Lídice
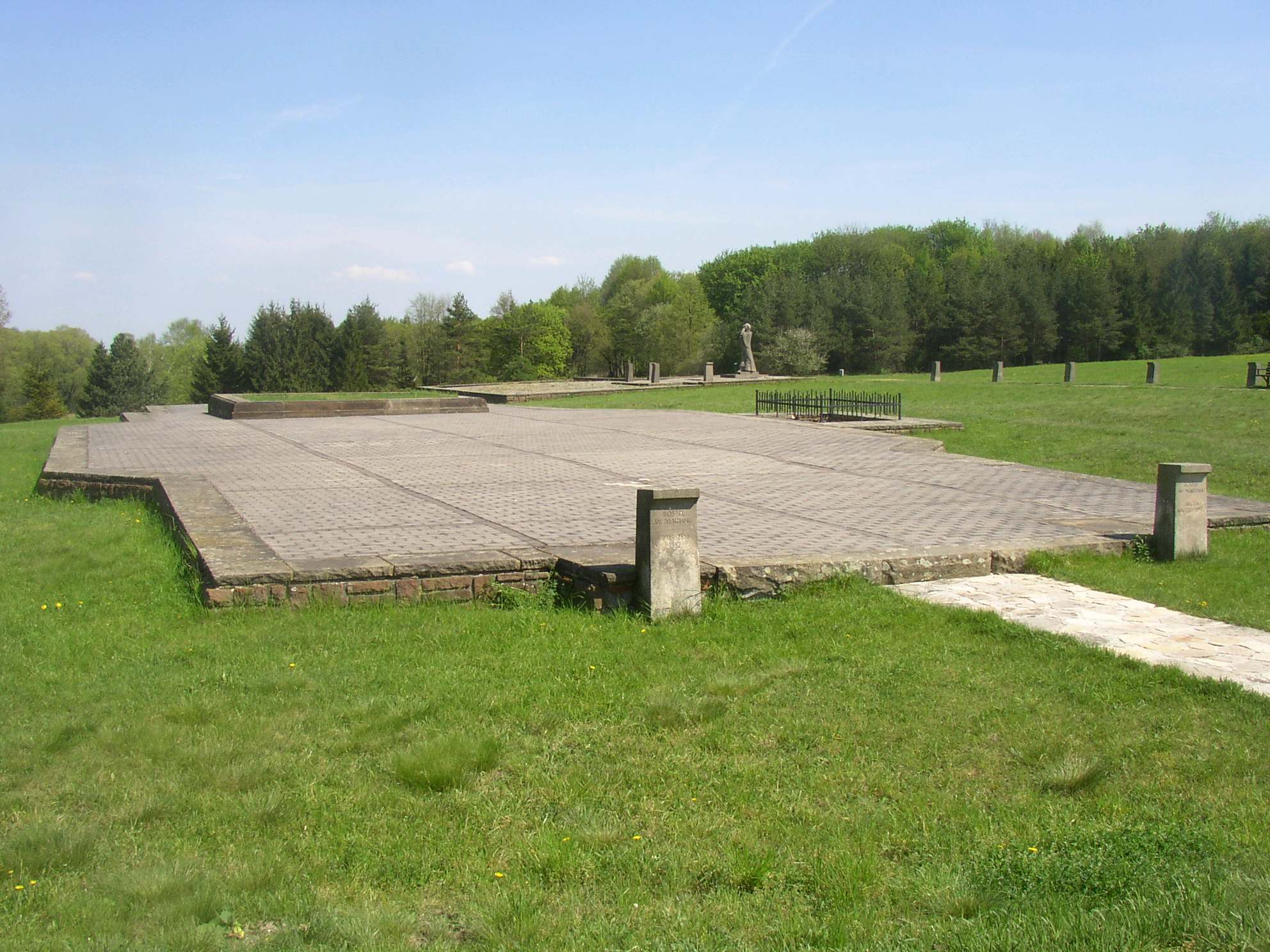
Este piso foi o que restou da escola pública e da igreja da cidade
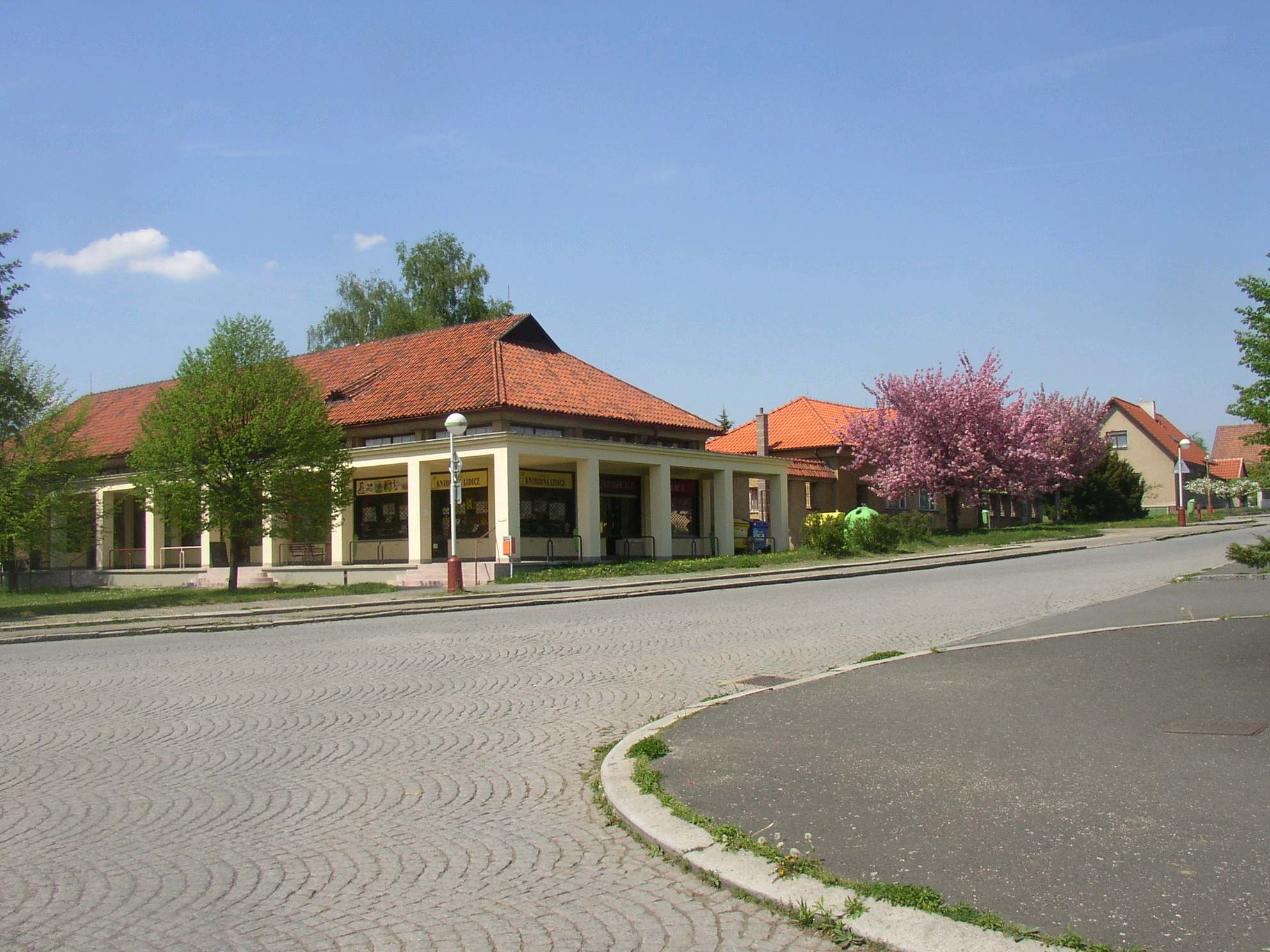
A biblioteca pública da Lídice reconstruída.
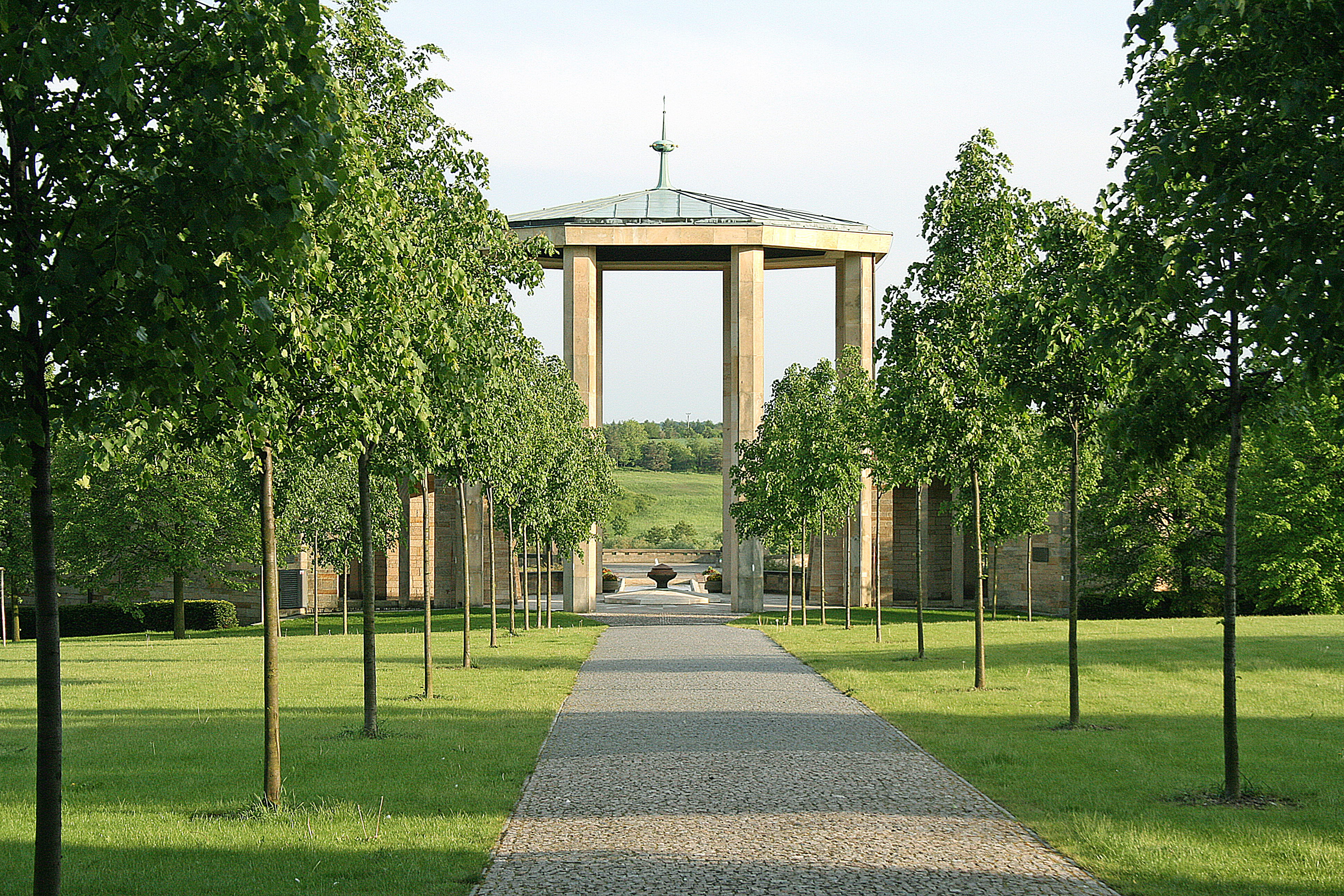
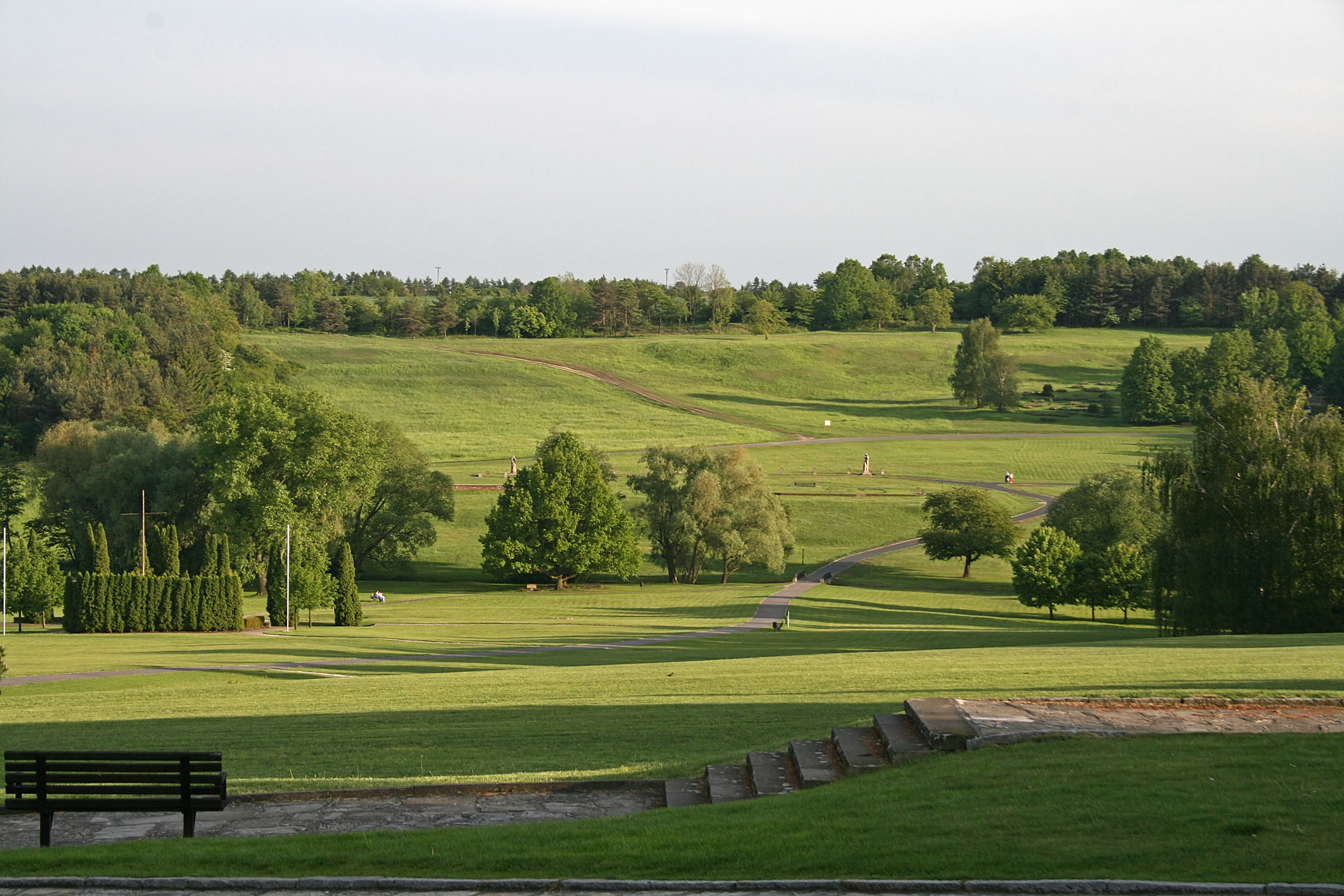